# Французька трагедія (п'єса)
«Французька трагедія» — п'єса «Ено та Ікаель» французькою мовою, яка є послідовним читанням майже усього французького алфавіту.
Незважаючи на простоту та дуже невеликий розмір, в цій п'єсі дотримані всі три класичні єдності — часу, місця й дії.
Автор «Ікаель та Ено» досить недбало обійшовся із французькою абеткою. Він опустив усі літери, які містяться в ній між потрібними для його цілей — «жи», «ю», «ве», оскільки з ними йому було "робити нема чого"б але з рештою літер впорався досить вдало.
Ось французький алфавіт, зображений назвами літер: а, бє, се, де, е, еф, же, аш, і (жі), ка, ель, ем, ен, о, пе, кю, ер, ес, те (ю, ве, дубль ве), ікс, ігрек, зед.

## Оригінал французькою мовою
ENO ET IKAËL.

  Tragédie

                 Personnages.

  Le Prince Eno.

  La Princesse Ikaël, amante du Prince Eno.

  L'abbè Pècu, rival du Prince Eno.

  Ixe

  Igrec    gardes du Prince Eno. 

  Zede

                 Scène unique

     Le Prince Eno, la Princesse Ikaël, l'abbè Pècu, gardes

  Eno. Abbè! cèdez...

  L'abbè. Eh! F...

  Eno (mettant la main sur sa hache d'arme). J'ai hache!

  Ikaël (se jettant dans les bras d'Eno). Ikaël aime Eno (Us s'embrassent avec tendresse).

  Eno (se retournant vivement). Pecu est resté? Ixe, Igrec, Zède! prenez m-r l'abbé et jettez-le par les fenêtres.

## Переклад українською
ЕНО ТА ІКАЕЛЬ.

  Трагедія

                 Дійові особи.

  Принц Ено.

  Принцеса Ікаель, кохана принца Ено.

  Абат Пекю, суперник принца Ено.

  Ікс

  Ігрек    стража принца Ено. 

  Зед

                 Сцена єдина

     Принц Ено, Принцеса Ікаель, Абат Пекю, стража

  Ено. Абате! поступіться...

  Абат. Чорт!...

  Ено (покладаючи руку на сокиру). В мене сокира!

  Ікаель (кидаючись в обійми Ено). Ікаель кохає Ено! (Вони ніжно обіймаються).

  Ено (живо озирнувшись). Пекю лишився? Ікс, Ігрек, Зед! Схопіть абата та киньта його у вікно.